# Hur' är dock människan så högt begifwen på
Hur' är dock människan så högt begifwen på är en psalm med sju 4-radiga verser i Olof Kolmodins psalmbok Andelig Dufworöst, som utgavs första gången 1734. Psalmen finns med redan i den ursprungliga utgåvan och presenterades med titeln Den fåkunniga Wisheten. Enligt upplysning under titeln så skulle sången sjungas som Det wida wilda haf.

## Publicerad i
- Andelig Dufworöst som nr 67 under rubriken "Den fåkunniga Wisheten"